# りんくう南浜海水浴場
りんくう南浜海水浴場（りんくうみなみはまかいすいよくじょう）は、大阪府泉南市にある海水浴場、別称は「タルイサザンビーチ」。

## 概要
関西国際空港の対岸に位置しており、りんくうタウンや関西国際空港、そしてそれらを結ぶ連絡橋が一望でき、毎年たくさんの海水浴客で賑わう。砂浜とヤシの木が美しい人工ビーチで、近くには大型ショッピングモールやアウトレットモールがある。海水浴場の開催期間は7月1日～8月31日。
夕陽のロケーションが美しく、マーブルビーチとともに、日本の夕陽百選に選出されている。
- 所在地 - 大阪府泉南市樽井先

## 歴史
1989年（平成元年）に海水浴場がオープン。2020年（令和2年）に新型コロナウイルス感染症の拡大に伴い、海水浴場の開設が見送られた。これを契機に「SENNAN LONG PARK（泉南ロングパーク）」と一体となったレクリエーションゾーンとして再整備が行われ、2024年（令和6年）、5年ぶりに海水浴場が開かれた。海水浴場の運営受託者は、泉南市りんくう南浜海水浴場実行委員会（大和リース株式会社、樽井漁業協同組合、一般社団法人泉南スポーツコミッション協会）。

## 交通アクセス
- 樽井駅（南海本線）より徒歩10分。